# Gravelines
Gravelines là một xã trong vùng Hauts-de-France, thuộc tỉnh Nord, quận Dünkirchen, tổng Gravelines. Tọa độ địa lý của xã là 50° 59' vĩ độ bắc, 02° 07' kinh độ đông. Gravelines nằm trên độ cao trung bình là 3 mét trên mực nước biển, có điểm thấp nhất là 0 mét và điểm cao nhất là 25 mét. Xã có diện tích 22,66 km², dân số vào thời điểm 1999 là 12.481 người; mật độ dân số là 551 người/km².

## Thông tin nhân khẩu
| 1962  | 1968  | 1975  | 1982   | 1990   | 1999   |
| ----- | ----- | ----- | ------ | ------ | ------ |
| 7.720 | 8.167 | 9.039 | 11 576 | 12 336 | 12 481 |